# حبیب‌الله شیبانی
امیرلشکر حبیب‌الله شیبانی (۱۲۶۳ کاشان - ۱۳۲۸ برلین) از فرماندهان نظامی ایران در دوران قاجار و پهلوی بود.  
حبیب‌الله شیبانی فرزند فرج‌الله خان ندیم‌الدوله و نیم‌تاج‌الدوله بود. تحصیلات خود را در کاشان آغاز کرد و در مدرسه آلیانس تهران ادامه داد. در سال ۱۲۸۹ برای تحصیل به سوئیس رفت و در دانشکده حقوق ثبت‌نام کرد ولی یک سال بعد تغییر رشته داد و وارد مدرسه نظامی سن سیر پاریس شد. پس از به پایان رساندن دوره آن مدرسه در سال ۱۲۹۴ به ایران بازگشت و به استخدام ژاندارمری درآمد که سوئدیها اداره می‌کردند. اولین مأموریتش دستگیری و سرکوب نایب حسین کاشی بود. 
حبیب‌الله خان در جریان جنگ جهانی اول جزو ژاندارمهای حامی دولت موقت ملی بود که در کرمانشاه با حمایت آلمان و عثمانی تشکیل شد. سپس مدتی در ارتش عثمانی خدمت کرد از آنجا به اتریش رفت و تا پایان جنگ جهانی اول در آنجا اقامت داشت. پس از آنکه دولت ایران برای افسران و مأموران دولت موقت ملی قرار منع تعقیب صادر کرد، حبیب‌الله شیبانی و عده‌ای از افسران به ایران بازگشتند و با آخرین درجهٔ خود مجدداً در ژاندارمری استخدام شدند. 
شیبانی در جریان کودتای سوم اسفند ۱۲۹۹ فرمانده هنگ دوم ژاندارمری باغشاه بود. وی از دوستان نزدیک سید ضیاءالدین طباطبایی و دلش با کودتاچیان بود. لذا در جریان کودتا بدون هیچ مقاومتی تسلیم شد. پس از کودتا مدتی حاکم نظامی تهران بود. پس از تشکیل قشون متحدالشکل با درجهٔ سرهنگی به معاونت ارکان حرب کل قشون (ستاد ارتش) منصوب شد. در اوایل ۱۳۰۲ مجدداً به فرانسه رفته و دورهٔ دانشگاه جنگ را طی کرد. در ۱۳۰۵ به ایران بازگشت و به ریاست ستاد ارتش منصوب شد. در ۱۳۰۶ چون نمی‌خواست حکم اعدام دوستش محمود پولادین را امضا کند، استعفا کرد. پس از آنکه امیرلشکر عبدالله خان امیرطهماسبی وزیر فوائد عامه کابینهٔ مخبرالسلطنهٔ هدایت در لرستان کشته شد، در سیزدهم اردیبهشت ۱۳۰۷ به جای او این وزارتخانه را مه مدت هفت ماه به عهده گرفت.
در جریان درگیری با  عشایر کهگیلویه و بویراحمد (بویر احمدی) حبیب‌الله خان با ارتقا به درجهٔ امیرلشکری (سرلشکری) مأمور خواباندن قیام شد. سرانجام پس از دو سال غائله خاتمه یافت اما رضا شاه که از عملکرد شیبانی ناراضی بود، وی را به تهران احضار کرد و به علت خبط نظامی در محاصرهٔ تنگ تامرادی تحویل دادگاه نظامی داد. دادگاه او را به مجازات سه سال زندان محکوم کرد. شیبانی پس از ختم دورهٔ محکومیتش به اروپا رفت.